# Thomas Gibson Bowles
Thomas Gibson Bowles, född 15 januari 1841 i London, död den 12 januari 1922 i Algeciras, var en engelsk politiker och publicist. Han var son till Thomas Milner Gibson och svärfar till David Freeman-Mitford, 2:e baron Redesdale.
Bowles var 1860–1868 anställd inom finansförvaltningen, företog därpå vidsträckta resor, var 1870–1871 Morning Posts korrespondent i Paris, blev medarbetare i tidningen The Owl och uppsatte den populära veckotidningen Vanity Fair, på vilken han förtjänade en betydlig förmögenhet, liksom även på damtidningen The Lady. Bowles var 1892–1906 konservativ underhusledamot, men det föll igenom 1906 på grund av sin stränga frihandelsåskådning. Han var 1910 liberal underhusledamot och vann anseende som 
auktoritet i fråga om parlamentarisk praxis samt framför allt som kvick och slagfärdig debattör. Hans häftiga opposition mot Londondeklarationen av 1909 bidrog väsentligt att hindra dennas ratifikation. Bland Bowles skrifter märks The Declaration of Paris of 1856 (1900) och Sea Law and Sea Power (1910).